# Mahmood
Alessandro Mahmoud, känd under sitt artistnamn Mahmood född 12 september 1992 i Milano, är en italiensk sångare och låtskrivare. 
Hans far kommer från Egypten och hans mor är italienska. Han vann San Remo-festivalen 2019 den 9 februari 2019 med låten "Soldi" och representerade Italien i Eurovision Song Contest 2019. Den 5 februari 2022 vann han återigen San Remo-festivalen i en duo med Blanco. Låten heter "Brividi" och de representerade Italien i Eurovision Song Contest 2022., där de slutade på en sjätte plats.